# Revised Version
De Revised Version (of de English Revised Version) van de Bijbel is een herziening van de King James Version die aan het einde van de negentiende eeuw tot stand kwam.
De Revised Version (RV) is de enige officiële geautoriseerde herziening van de uit 1611 stammende KJV. De vertaling werd gedaan door een vertaalcomité bestaande uit meer dan 50 Britse geleerden afkomstig uit verschillende denominaties. Er werden ook Amerikaanse geleerden uitgenodigd om mee te werken middels correspondentie. Het Nieuwe Testament verscheen in 1881, het Oude Testament in 1885 en de Apocriefen in 1894. Bekendste vertalers waren de tekstcritici Brooke Foss Westcott (1825-1901) en Fenton John Anthony Hort (1828-1892). Hun felste criticus was John William Burgon (1813-1888). Ook de meer behoudende Frederick Henry Ambrose Scrivener (1813-1891) behoorde tot de vertalers.
De RV kon van het begin af aan rekenen op de sympathie van de meeste Britten.

## Vertaalproces
De leden van het vertaalcomité kregen de taak om een letterlijke vertaling te maken van de bronteksten. Waar mogelijk moest de vertaling zo goed mogelijk aansluiten bij de KJV. Als een passage of vers in de KJV goed of goed genoeg was vertaald, namen de vertalers de passage over in de RV. Over het algemeen genomen is de RV accurater dan de KJV.
De voornaamste brontekst voor het Oude Testament was de Masoretische tekst. Op plaatsen waar de Masoretische tekst duister was, kozen de vertalers een alternatief, zoals de Septuaginta en de Samaritaanse Pentateuch. Over het algemeen sluit het Oude Testament in de RV nauw aan op het Oude Testament in de KJV.
Anders is de situatie met het Nieuwe Testament. De vertalers van de KJV maakten vooral gebruik van de zogenaamde Textus Receptus, in de zestiende en zeventiende eeuw de enige brontekst die voorhanden was. Het vertaalcomité koos voor de tekstkritische tekst van het Nieuwe Testament. Deze tekstkritische tekst is gebaseerd op veel oudere bronnen dan de Textus Receptus. Belangrijke geleerden die voorstander waren van de tekstkritische tekst boven het gebruik van de Textus Receptus, waren Westcott en Hort. Het Nieuwe Testament in de RV wijkt op sommige punten flink af van het Nieuwe Testament in de KJV. In totaal zijn er 30.000 verschillen tussen het Nieuwe Testament in de RV ten opzichte van het NT in de KJV.
Voor de Apocriefen maakte men onder andere gebruik van oude Aramese, Latijnse en Griekse bronnen.

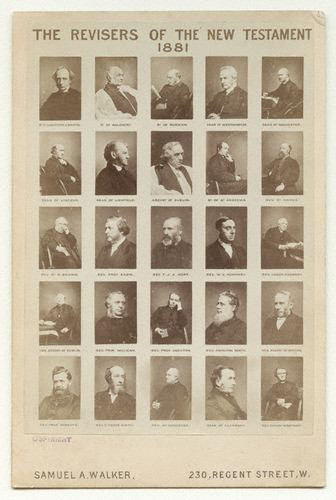
Vertalers van de Revised Version

Een groot voordeel van de RV boven de KJV was dat aan de tekstopmaak duidelijk te zien is dat er bijvoorbeeld sprake is van poëzie in plaats van proza. In de KJV valt dit niet op te maken aan de tekstopmaak. Ook zijn er in de RV enkel voetnoten opgenomen om de lezer op de hoogte te stellen van vertaalvarianten.

## American Standard Version
De Revised Version, Standard American Version (kortweg American Standard Version) is grotendeels gebaseerd op de Britse Revised Version. De vertaling kwam in 1901 gereed. President van het vertaalcomité van de ASV was de van origine Zwitserse Philip Schaff.
In het Oude Testament is een verschil ten opzichte van de Britse RV dat de American Standard Version op plaatsen waar in het Hebreeuws het Tetragrammaton (יהוה, JHWH) staat, Jehovah geeft waar de RV LORD, "HEER" geeft. Een ander verschil met de RV is de vertaling Holy Spirit in plaats van Holy Ghost ("Heilige Geest"), omdat de term ghost in de loop der tijd de betekenis van spook heeft gekregen.